# Rik Bevernage
Rik Bevernage (Wevelgem, 19 april 1954 – Brugge, 6 maart 2018) was een Belgisch directeur van theater- en jazzactiviteiten.

## Biografie
Bevernage groeide op in Wevelgem en ging studeren studeerde aan sociale hogeschool in Kortrijk. Als 'vormingswerker' verhuisde naar Brugge en werd stagiair in het jeugdhuis De Torre, waar hij ook mee de Volkshogeschool oprichtte. Hij volbracht zijn burgerdienst in het Masereelfonds, waarvan hij de Brugse afdeling en de provinciale werking uitbouwde.
In 1985 werd hij actief binnen het Theater 19 in de Werfstraat 108, dat hij ontwikkelde tot het Kunstencentrum De Werf, waarvan hij gedurende dertig jaar de leiding had. Het werd een centrum voor vernieuwend theater, voor jazz en, met Kids in De Werf, als kindertheater.
In de jaren 1980 was hij politiek actief in de strijd tegen de plaatsing van korte- en middellange-afstandsraketten. Hij was ook een van de bezielers van het Brugse kunstenoverleg, een informele samenkomst van culturele spelers in Brugge.
Hij was bijzonder actief op het gebied van jazzmuziek. Hij richtte het jazzlabel W.E.R.F. op, dat als uitgever actief werd. Hij stond aan de wieg van initiatieven zoals Jazz Lab series, de Flemish & Belgian Jazz Meetings en het Festival Jazz Brugge. 
In december 2016 ging hij met pensioen bij De Werf en bij de afscheidsviering werd zijn beginnende broosheid vastgesteld. Hij vocht tegen de kanker, die hem uiteindelijk de baas werd.

## Privé
Bevernage was getrouwd met Caroline Blomme en ze kregen drie kinderen.